# Federico Peluso
Federico Peluso (Roma, provincia de Roma, Italia, 20 de enero de 1984) es un exfutbolista italiano que jugaba de defensa.

## Selección nacional
Fue internacional con la selección de fútbol de Italia en tres ocasiones y marcó un gol. Debutó el 15 de agosto de 2012, en un encuentro amistoso ante la selección de Inglaterra que finalizó con marcador de 2-1 a favor de los ingleses.

## Clubes
| Club              | País   | Año       |
| ----------------- | ------ | --------- |
| Pro Vercelli      | Italia | 2001-2004 |
| Ternana Calcio    | Italia | 2004-2006 |
| U. C. AlbinoLeffe | Italia | 2006-2009 |
| Atalanta B. C.    | Italia | 2009-2013 |
| Juventus F. C.    | Italia | 2013-2014 |
| U. S. Sassuolo    | Italia | 2014-2022 |

## Palmarés

### Campeonatos nacionales
| Título  | Club           | País   | Año     |
| ------- | -------------- | ------ | ------- |
| Serie B | Atalanta B. C. | Italia | 2010-11 |
| Serie A | Juventus F. C. | Italia | 2012-13 |
| Serie A | Juventus F. C. | Italia | 2013-14 |